# Australia en los Juegos Olímpicos de Sarajevo 1984
Australia estuvo representada en los Juegos Olímpicos de Sarajevo 1984 por diez deportistas, ocho hombres y dos mujeres, que compitieron en cinco deportes.
El portador de la bandera en la ceremonia de apertura fue el patinador de velocidad Colin Coates. El equipo olímpico australiano no obtuvo ninguna medalla en estos Juegos.